# Moldova a 2016. évi nyári olimpiai játékokon
Moldova a brazíliai Rio de Janeiróban megrendezett 2016. évi nyári olimpiai játékok egyik részt vevő nemzete volt. Az országot az olimpián 9 sportágban 23 sportoló képviselte, akik érmet nem szereztek.

## Atlétika
Férfi
| Versenyző     | Versenyszám | Döntő   | Döntő    |
| Versenyző     | Versenyszám | Idő     | Helyezés |
| ------------- | ----------- | ------- | -------- |
| Roman Prodius | Maraton     | 2:27:01 | 104.     |

| Versenyző         | Versenyszám   | Selejtező | Selejtező | Döntő    | Döntő    |
| Versenyző         | Versenyszám   | Eredmény  | Helyezés  | Eredmény | Helyezés |
| ----------------- | ------------- | --------- | --------- | -------- | -------- |
| Vladimir Letnicov | Hármasugrás   | 15,29 m   | 38.       | kiesett  | kiesett  |
| Ion Emilianov     | Súlylökés     | 17,83 m   | 32.       | kiesett  | kiesett  |
| Serghei Marghiev  | Kalapácsvetés | 74,97 m   | 6.        | 74,14 m  | 10.      |

Női
| Versenyző        | Versenyszám | Döntő   | Döntő    |
| Versenyző        | Versenyszám | Idő     | Helyezés |
| ---------------- | ----------- | ------- | -------- |
| Lilia Fisikovici | Maraton     | 2:34:05 | 27.      |

| Versenyző         | Versenyszám   | Selejtező | Selejtező | Döntő    | Döntő    |
| Versenyző         | Versenyszám   | Eredmény  | Helyezés  | Eredmény | Helyezés |
| ----------------- | ------------- | --------- | --------- | -------- | -------- |
| Dimitriana Surdu  | Súlylökés     | 15,25 m   | 35.       | kiesett  | kiesett  |
| Natalia Stratulat | Diszkoszvetés | 53,27 m   | 30.       | kiesett  | kiesett  |
| Zalina Marghiev   | Kalapácsvetés | 71,72 m   | 5.        | 73,50 m  | 5.       |
| Marina Nichișenco | Kalapácsvetés | 65,19 m   | 24.       | kiesett  | kiesett  |

## Birkózás

### Férfi
Szabadfogású
| Versenyző        | Versenyszám | Selejtező                                      | Nyolcaddöntő               | Negyeddöntő       | Elődöntő          | Vigaszág első kör | Vigaszág elődöntő | Bronz- mérkőzés   | Döntő             | Helyezés |
| Versenyző        | Versenyszám | Ellenfél Eredmény                              | Ellenfél Eredmény          | Ellenfél Eredmény | Ellenfél Eredmény | Ellenfél Eredmény | Ellenfél Eredmény | Ellenfél Eredmény | Ellenfél Eredmény | Helyezés |
| ---------------- | ----------- | ---------------------------------------------- | -------------------------- | ----------------- | ----------------- | ----------------- | ----------------- | ----------------- | ----------------- | -------- |
| Evgheni Nedealco | 74 kg       | Galymzhan Userbayev (KAZ) · 2–13 technikai tus | kiesett                    | kiesett           | kiesett           | kiesett           | kiesett           | kiesett           | kiesett           | 16.      |
| Nicolai Ceban    | 97 kg       | erőnyerő                                       | Albert Saritov (ROU) · 2–5 | kiesett           | kiesett           | kiesett           | kiesett           | kiesett           | kiesett           | 14.      |

### Női
Szabadfogású
| Versenyző          | Versenyszám | Selejtező                  | Nyolcaddöntő             | Negyeddöntő       | Elődöntő          | Vigaszág első kör | Vigaszág elődöntő | Bronz- mérkőzés   | Döntő             | Helyezés |
| Versenyző          | Versenyszám | Ellenfél Eredmény          | Ellenfél Eredmény        | Ellenfél Eredmény | Ellenfél Eredmény | Ellenfél Eredmény | Ellenfél Eredmény | Ellenfél Eredmény | Ellenfél Eredmény | Helyezés |
| ------------------ | ----------- | -------------------------- | ------------------------ | ----------------- | ----------------- | ----------------- | ----------------- | ----------------- | ----------------- | -------- |
| Mariana Cherdivara | 58 kg       | Lissette Antes (ECU) · 3–0 | Száksi Malik (IND) · 5–5 | kiesett           | kiesett           | kiesett           | kiesett           | kiesett           | kiesett           | 11.      |

## Cselgáncs
Férfi
| Versenyző        | Versenyszám | Selejtező         | 32-es főtábla                          | Nyolcaddöntő                            | Negyeddöntő       | Elődöntő          | Vigaszág elődöntő | Bronz- mérkőzés   | Döntő             | Helyezés |
| Versenyző        | Versenyszám | Ellenfél Eredmény | Ellenfél Eredmény                      | Ellenfél Eredmény                       | Ellenfél Eredmény | Ellenfél Eredmény | Ellenfél Eredmény | Ellenfél Eredmény | Ellenfél Eredmény | Helyezés |
| ---------------- | ----------- | ----------------- | -------------------------------------- | --------------------------------------- | ----------------- | ----------------- | ----------------- | ----------------- | ----------------- | -------- |
| Valeriu Duminică | Váltósúly   | erőnyerő          | Srđan Mrvaljević (MNE) · 002(3)-000(0) | Matteo Marconcini (ITA) · 010(1)–110(1) | kiesett           | kiesett           |                   |                   |                   | 9.       |

## Íjászat
Női
| Versenyző       | Versenyszám | Selejtező | Selejtező | 64-es főtábla               | 32-es főtábla                             | Nyolcaddöntő      | Negyeddöntő       | Elődöntő          | Döntő             | Helyezés |
| Versenyző       | Versenyszám | Pont      | Kiemelés  | Ellenfél Eredmény           | Ellenfél Eredmény                         | Ellenfél Eredmény | Ellenfél Eredmény | Ellenfél Eredmény | Ellenfél Eredmény | Helyezés |
| --------------- | ----------- | --------- | --------- | --------------------------- | ----------------------------------------- | ----------------- | ----------------- | ----------------- | ----------------- | -------- |
| Alexandra Mîrca | Egyéni      | 636       | 27.       | Aída Román (MEX)(38.) · 6-4 | Vu Csia-hszin (Wu Jiaxin) (CHN)(6.) · 0-6 | kiesett           | kiesett           | kiesett           | kiesett           | 17.      |

## Kajak-kenu

### Gyorsasági
2016 májusában, a Duisburgban zajló olimpiai pótkvalifikációs kajak-kenu regattán Moldova két kvótát szerzett, egyet C-1 1000 méteren, egyet pedig C-2 1000 méteren.
Férfi
| Versenyző          | Versenyszám       | Előfutam | Előfutam | Előfutam | Elődöntő | Elődöntő | Elődöntő | Döntő    | Döntő    | Döntő    | Helyezés |
| Versenyző          | Versenyszám       | Idő      | Hely.    | Össz.    | Idő      | Hely.    | Össz.    | Típus    | Idő      | Helyezés | Helyezés |
| ------------------ | ----------------- | -------- | -------- | -------- | -------- | -------- | -------- | -------- | -------- | -------- | -------- |
| Oleg Tarnovschi    | Kenu egyes 200 m  | 40,852   | 2.       | 11.      | 40,715   | 3.       | 10.      | B        | 40,280   | 4.       | 12.      |
| Serghei Tarnovschi | Kenu egyes 1000 m | kizárták | kizárták | kizárták | kizárták | kizárták | kizárták | kizárták | kizárták | kizárták | kizárták |

## Súlyemelés
Férfi
| Versenyző      | Versenyszám | Szakítás | Szakítás | Lökés    | Lökés    | Összesen | Helyezés |
| Versenyző      | Versenyszám | Eredmény | Helyezés | Eredmény | Helyezés | Összesen | Helyezés |
| -------------- | ----------- | -------- | -------- | -------- | -------- | -------- | -------- |
| Serghei Cechir | 69 kg       | 144      | 8.       | 178      | 8.       | 322      | 6.       |
| Alexandru Șpac | 77 kg       | 155      | 6.       | 192      | 3.       | 347      | 4.       |

Női
| Versenyző        | Versenyszám | Szakítás | Szakítás | Lökés    | Lökés    | Összesen | Helyezés |
| Versenyző        | Versenyszám | Eredmény | Helyezés | Eredmény | Helyezés | Összesen | Helyezés |
| ---------------- | ----------- | -------- | -------- | -------- | -------- | -------- | -------- |
| Natalia Prișcepa | 75 kg       | 97       | 12.      | 116      | 12.      | 213      | 12.      |

## Taekwondo
Férfi
| Versenyző  | Versenyszám | Nyolcaddöntő              | Negyeddöntő       | Elődöntő          | Vigaszág elődöntő | Bronz- mérkőzés   | Döntő             | Helyezés |
| Versenyző  | Versenyszám | Ellenfél Eredmény         | Ellenfél Eredmény | Ellenfél Eredmény | Ellenfél Eredmény | Ellenfél Eredmény | Ellenfél Eredmény | Helyezés |
| ---------- | ----------- | ------------------------- | ----------------- | ----------------- | ----------------- | ----------------- | ----------------- | -------- |
| Aaron Cook | Váltósúly   | Liu Wei-ting (TPE) · 2-14 | kiesett           | kiesett           |                   |                   |                   | 11.      |

## Tenisz
Férfi
| Versenyző  | Versenyszám | 64-es főtábla                             | 32-es főtábla                | Nyolcaddöntő      | Negyeddöntő       | Elődöntő          | Bronz- mérkőzés   | Döntő             | Helyezés |
| Versenyző  | Versenyszám | Ellenfél Eredmény                         | Ellenfél Eredmény            | Ellenfél Eredmény | Ellenfél Eredmény | Ellenfél Eredmény | Ellenfél Eredmény | Ellenfél Eredmény | Helyezés |
| ---------- | ----------- | ----------------------------------------- | ---------------------------- | ----------------- | ----------------- | ----------------- | ----------------- | ----------------- | -------- |
| Radu Albot | Egyes       | Tyejmuraz Gabasvili (RUS) · 4-6, 6-4, 6-4 | Marin Čilić (CRO) · 3-6, 4-6 | kiesett           | kiesett           | kiesett           | kiesett           | kiesett           | 17.      |

## Úszás
Sancov 2015 júniusában szerzett kvótát 200 méteres gyorson a prágai Cupa Openen, míg Tatiana Chișca a 2016-os román úszóbajnokságon olimpiai B szintet úszott 100 m mellen.
Férfi
| Versenyző     | Versenyszám | Előfutam | Előfutam | Előfutam | Elődöntő | Elődöntő | Elődöntő | Döntő   | Döntő    |
| Versenyző     | Versenyszám | Idő      | Hely.    | Össz.    | Idő      | Hely.    | Össz.    | Idő     | Helyezés |
| ------------- | ----------- | -------- | -------- | -------- | -------- | -------- | -------- | ------- | -------- |
| Alexei Sancov | 200 m gyors | 1:48,85  | 2.       | 34.      | kiesett  | kiesett  | kiesett  | kiesett | kiesett  |

Női
| Versenyző      | Versenyszám | Előfutam | Előfutam | Előfutam | Elődöntő | Elődöntő | Elődöntő | Döntő   | Döntő    |
| Versenyző      | Versenyszám | Idő      | Hely.    | Össz.    | Idő      | Hely.    | Össz.    | Idő     | Helyezés |
| -------------- | ----------- | -------- | -------- | -------- | -------- | -------- | -------- | ------- | -------- |
| Tatiana Chișca | 100 m mell  | 1:11,37  | 4.       | 36.      | kiesett  | kiesett  | kiesett  | kiesett | kiesett  |